# August Vogel (Bildhauer)

Der Brunnen der Schönheit im Hof des Rathauses Bochum

Der Brunnen des Glücks im Hof des Rathauses Bochum

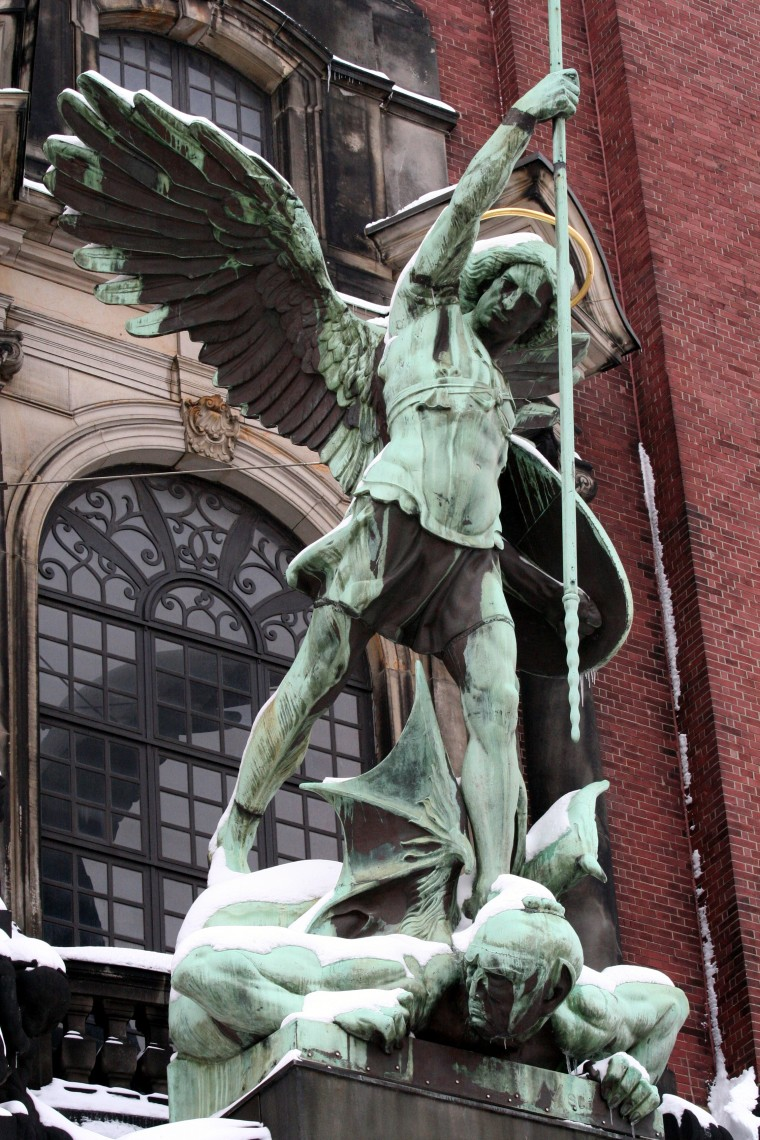
Erzengel Michael Portal St. Michaelis Hamburg

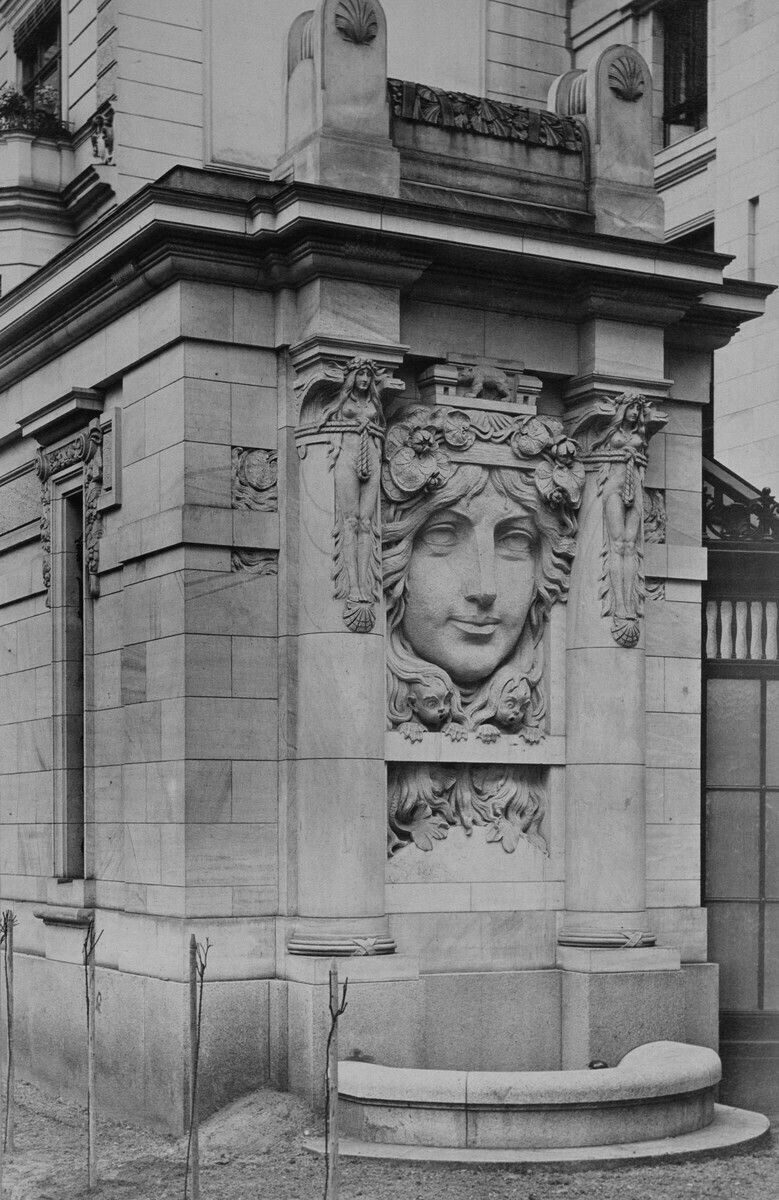
Sprea als personifizierte Allegorie der Spree, an der Brunnenrückwand des Palais Staudt

August Vogel (* 28. Juli 1859 in Flensburg; † 10. November 1932 in Berlin) war ein deutscher Bildhauer und Medailleur. Um die Jahrhundertwende war er ein vielbeschäftigter Künstler, dessen Werke insbesondere dem Neobarock und dem Jugendstil zuzuordnen sind. 
Sein Atelier befand sich in Berlin am Reichstagsplatz 3.
Er schuf zum Beispiel Kandelaber und dekorative Plastik am Berliner Reichstagsgebäude, den Figurenschmuck an Fassade und Portal für das Kaufhaus Wertheim von Alfred Messel am Leipziger Platz, Schmuck am Rathaus Charlottenburg und zwei Brunnen im Rathaus Bochum. Für den Architekten Bruno Schmitz führte er Reliefs für das Kaiser-Wilhelm-Denkmal am Deutschen Eck in Koblenz und für das Kaiserin-Augusta-Denkmal (Koblenz) aus.
Um die Jahrhundertwende schuf er für das Hamburger Rathaus die beiden monumentalen Marmorstatuen der „Gerechtigkeit“ und der „Gnade“, die am Eingang zum Senatsgehege aufgestellt sind. 1908 schmückte er das neue Turmportal der nach dem Brand von 1906 wieder aufgebauten Hauptkirche Sankt Michaelis (Hamburg) mit einer gewaltigen Bronzeplastik des Erzengels Michael im Kampf mit dem Satan. Er fertigte die allegorischen Sandsteinstatuen Architektur, Malerei und Bildhauerei über dem Eingang des Bode-Museums.
Von 1914 bis zu seinem Tod im Jahr 1932 war Vogel Mitglied der Preußischen Akademie der Künste, Sektion für die Bildenden Künste.
August Vogel starb 1932 im Alter von 73 Jahren in Berlin. Die Beisetzung erfolgte auf dem Friedhof Heerstraße im heutigen Ortsteil Berlin-Westend (Grablage 4-A-6-1). Das Grab wurde nach 2005 abgeräumt.

## Werke
- Kandelaber und bauplastischer Schmuck für das Berliner Reichstagsgebäude und Standbild Rudolfs von Habsburgs in der Eingangshalle (zerstört)
- Sandsteinskulptur Johannes des Täufers an der Ostseite des Berliner Doms
- Bauplastik am Kaufhaus Wertheim, Leipziger Platz, Berlin (zerstört)
- Allegorien der Künste und berühmter Kunststädte auf der Attika des Bodemuseums, Berlin (zusammen mit Wilhelm Widemann)
- 1895 Erinnerungsmedaille für das Infanterie-Regiment Hamburg an die Schlacht von Loigny 1870.
- 1896 Reliefs für das Kaiserin-Augusta-Denkmal (Koblenz)
- 1897 Relief am Kaiser-Wilhelm-Denkmal am Deutschen Eck, Koblenz
- 1898 Brückenschmuck und Bogenlichtkandelaber an der zweiten Alsenbrücke in Berlin-Tiergarten,[7] die bereits in den 1920er Jahren wieder abgebrochen wurde.
- 1899 Sandsteinfiguren für den Schmuck der Roßstraßenbrücke in Berlin-Mitte
- 1899 Plakette 100-jähriges Jubiläum der Technischen Hochschule Berlin.
- 1900 Figurenschmuck am Palais Staudt, Tiergartenstraße (mit Wilhelm Widemann und Karl Ludwig Manzel, zerstört)[8]
- 1902 Feuerwehrdenkmal in Berlin-Kreuzberg (zerstört)
- 1905 Brunnen für die Heilanstalten in Berlin-Buch[9]
- 1909 Bronzerelief für das Grabmal des Simon Blad mit einer Darstellung des Verstorbenen auf dem Zentralfriedhof Friedrichsfelde
- 1913 Bronzegedenktafel für die Akteure des U-Bahnbaus im Zwischengeschoss des U-Bahnhofs Klosterstraße (mit Porträtplaketten für Alfred Grenander, Max Steinthal, Wilhelm von Siemens, Gustav Kemmann, Karl Helfferich, Justus Breul, Paul Wittig, Karl Schrader, Adolf Braun, Johannes Bousset, Adolf Lerche, Heinrich Kress, Wilhelm Lauter und Arthur Hobrecht) in Berlin-Mitte
- 1914 Sandsteinbrunnen auf dem Museumsplatz in Hamburg-Harburg, Stiftung der Firma Thörl, im Zweiten Weltkrieg stark beschädigt[9]
- Relief für die Gefallenen des Ersten Weltkriegs in der Kirche St. Margareta in Dortmund-Eichlinghofen
- Um 1930 Brunnen der Schönheit und Brunnen des Glücks im Innenhof des Bochumer Rathauses

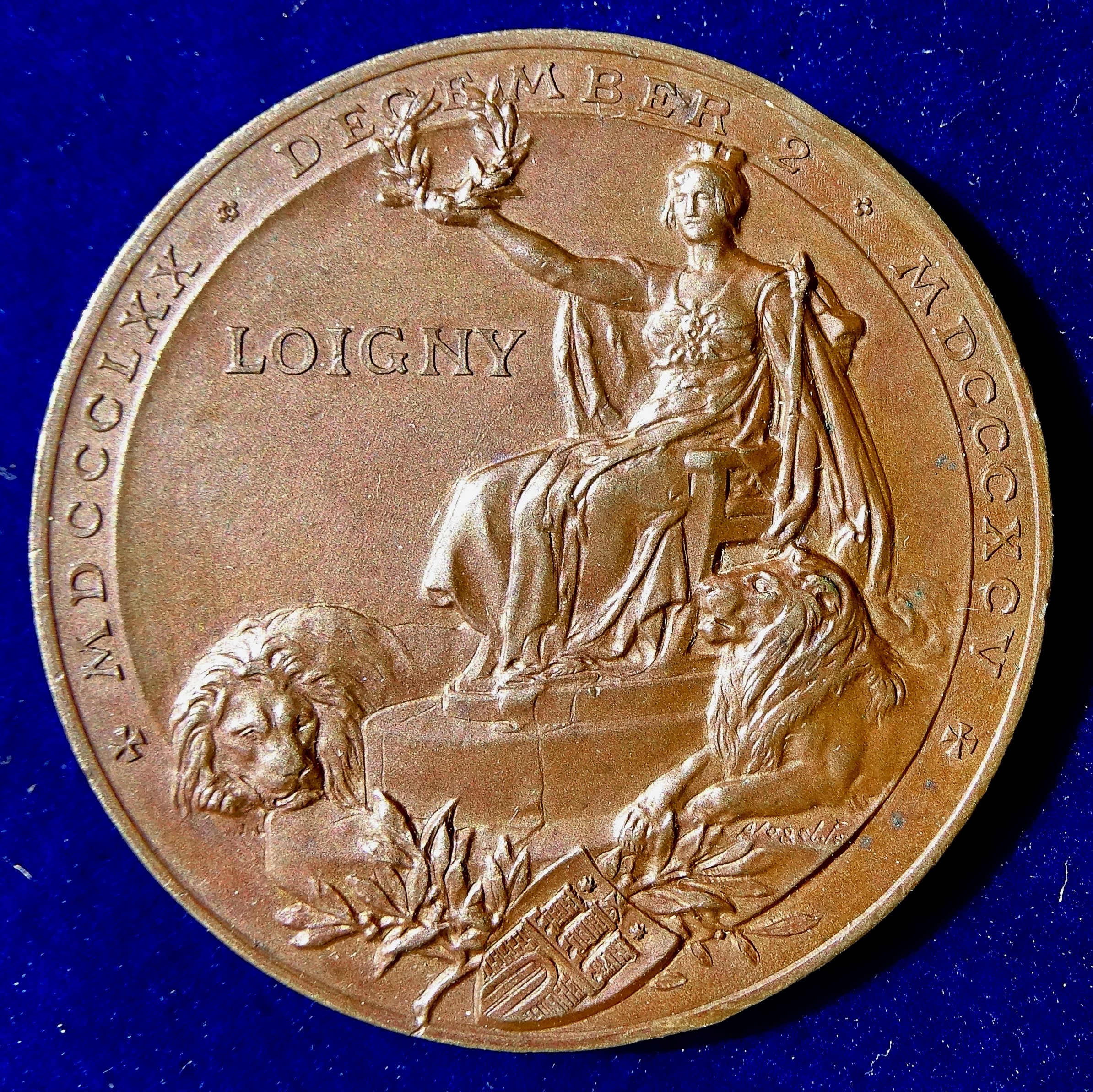
1895 Medaille zum 25. Jahrestag der Schlacht von Loigny für das Infanterie-Regiment "Hamburg", Vorderseite
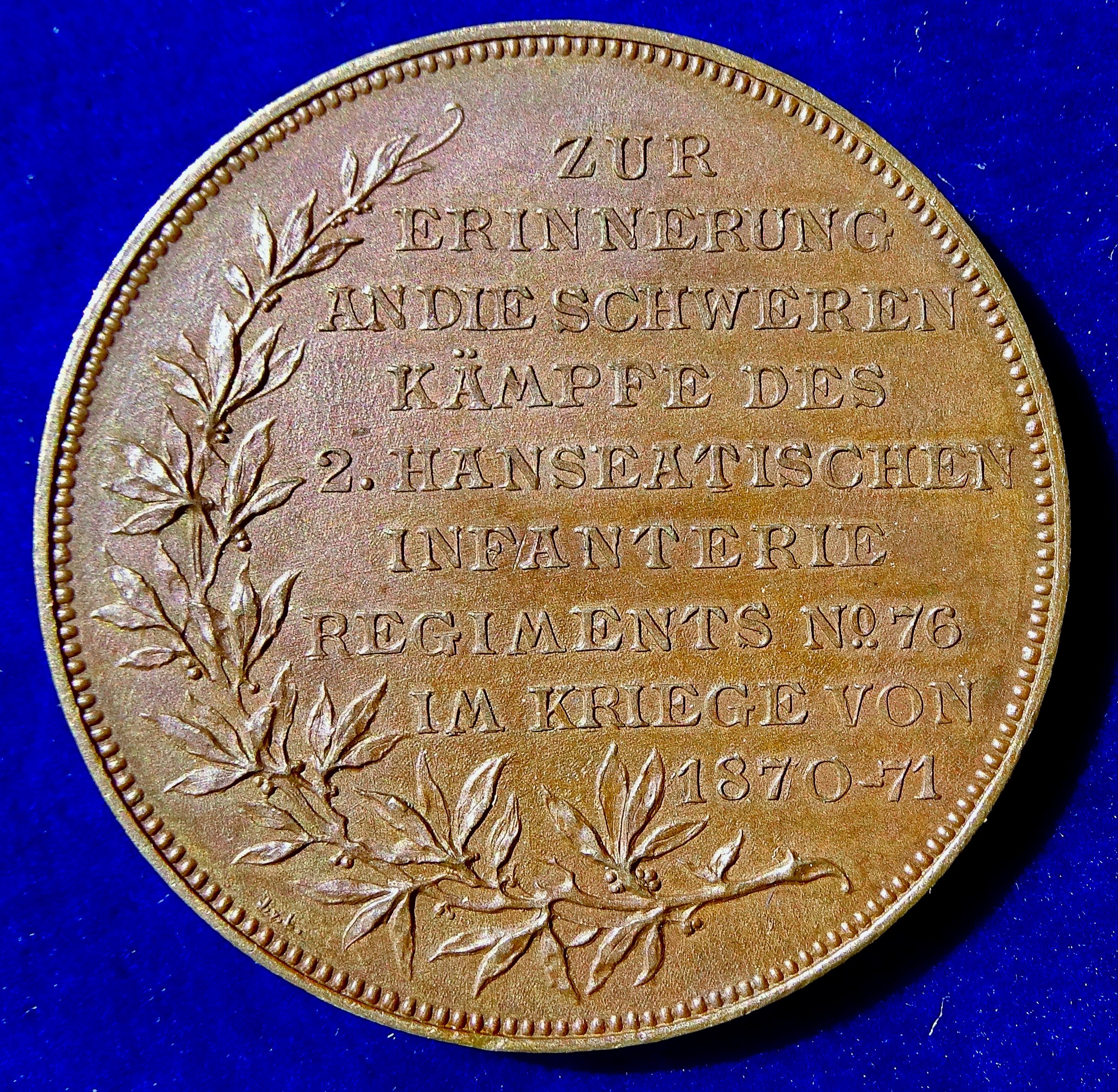
Die Rückseite dieser Medaille.
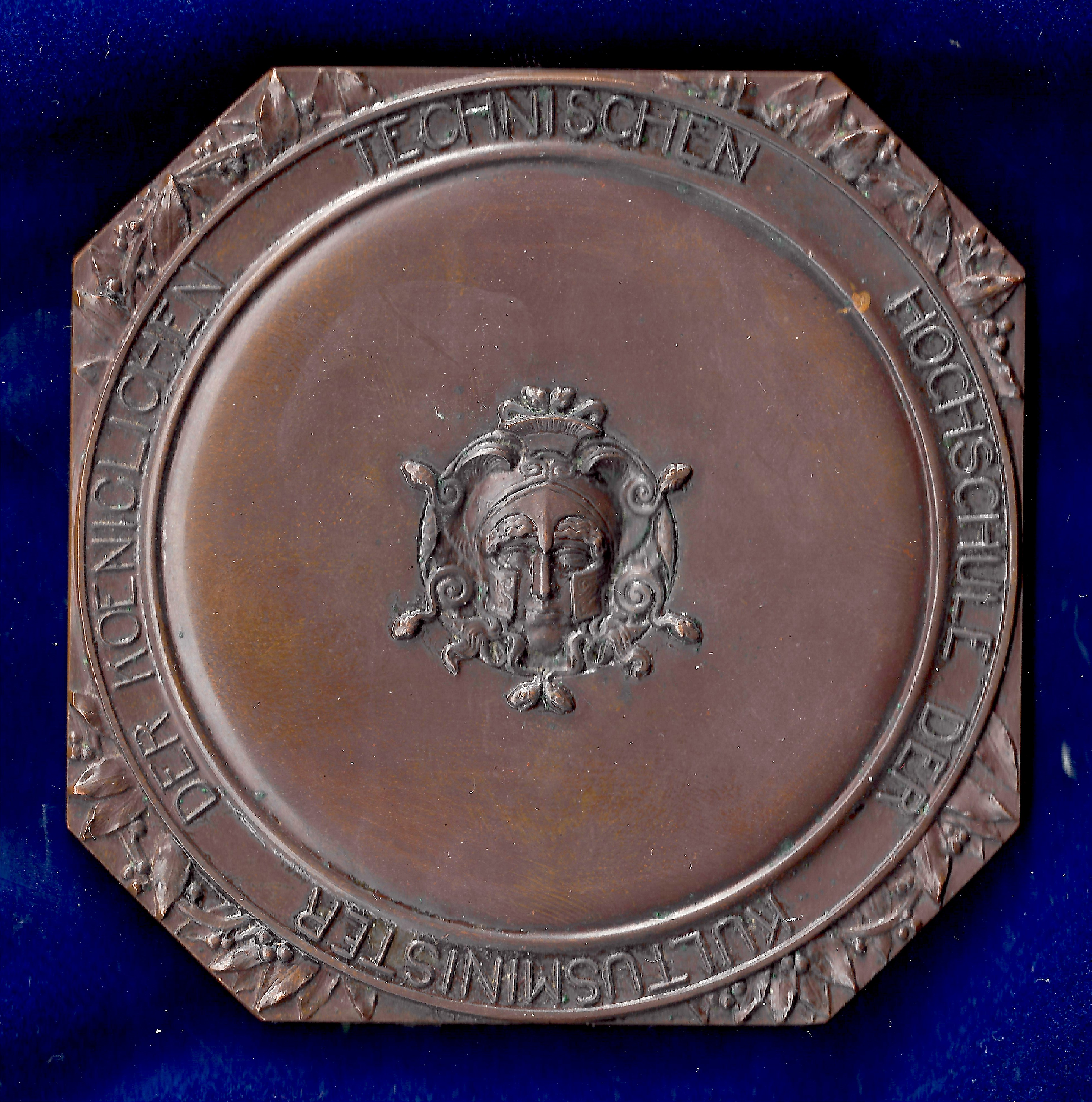
1899 früher Jugendstil, Medaille zum 100. Jubiläum der TH Berlin, Vorderseite.
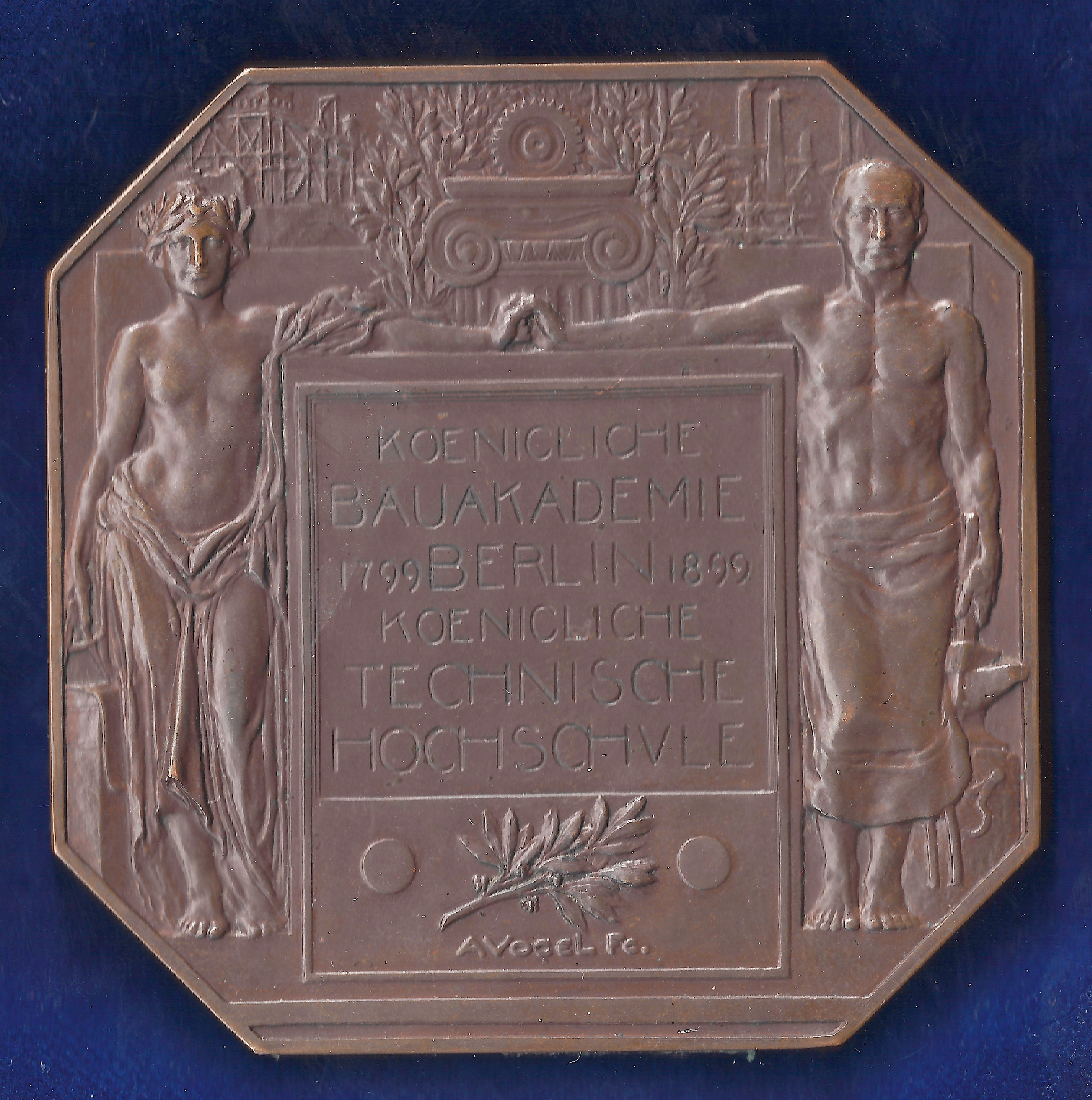
Die Rückseite dieser Medaille.